# Paradasys nipponensis
Paradasys nipponensis är en djurart som tillhör fylumet bukhårsdjur, och som beskrevs av Fusa Sudzuki H. 1976. Paradasys nipponensis ingår i släktet Paradasys och familjen Lepidodasyidae. Inga underarter finns listade i Catalogue of Life.